# العوينة المركز (عوينة لهنا)
العوينة المركز هي إحدى مشيخات المملكة المغربية، تتبع جغرافيا لإقليم آسا الزاك وإداريًا لعوينة لهنا. يقدر عدد سكانها بـ 1272 نسمة حسب الإحصاء الرسمي للسكان والسكنى لسنة 2004.